# Siège de Kamakura (1526)
Pour les articles homonymes, voir Siège de Kamakura (1333).
Lors du siège de Kamakura de 1526, Satomi Sanetaka emmène les forces du clan Uesugi contre les Hōjō qui leur ont pris Edo deux ans auparavant. La ville est défendue par un certain nombre d'obligés de Hōjō Ujitsuna, dont des membres des clans Itō et Ogasawara.
Les forces Uesugi détruisent par l'incendie presque toute la ville, dont le Tsurugaoka Hachiman-gū. Psychologiquement, il s'agit d'une perte terrible pour les Hōjō, puisque le précédent clan Hōjō, dont ils tiennent leur nom, ont connu leur ultime défaite au même endroit en 1333.

## Source de la traduction
- (en) Cet article est partiellement ou en totalité issu de l’article de Wikipédia en anglais intitulé « Siege of Kamakura (1526) » (voir la liste des auteurs).